# Gran Premio de Aragón de Motociclismo de 2022
El Gran Premio de Aragón de Motociclismo de 2022 (oficialmente: Gran Premio Animoca Brands de Aragón) fue la decimoquinta prueba del Campeonato del Mundo de Motociclismo de 2022. Tuvo lugar en el fin de semana del 16 al 18 de septiembre de 2022 en el MotorLand Aragón, situado en la localidad de Alcañiz, Provincia de Teruel, Aragón, España.
La carrera de MotoGP fue ganada por Enea Bastianini, seguido de Francesco Bagnaia y Aleix Espargaró. Pedro Acosta fue el ganador de la prueba de Moto2, por delante de Arón Canet y Augusto Fernández. La carrera de Moto3 fue ganada por Izan Guevara, Ayumu Sasaki fue segundo y Daniel Holgado tercero.

## Resultados

### Resultados MotoGP
| Pos.    | N.º | Piloto                | Equipo                       | Constructor | Vueltas | Tiempo           | Parrilla | Puntos |
| ------- | --- | --------------------- | ---------------------------- | ----------- | ------- | ---------------- | -------- | ------ |
| 1       | 23  | Enea Bastianini       | Gresini Racing MotoGP        | Ducati      | 23      | 41:35.462        | 3        | 25     |
| 2       | 63  | Francesco Bagnaia     | Ducati Lenovo Team           | Ducati      | 23      | +0.042           | 1        | 20     |
| 3       | 41  | Aleix Espargaró       | Aprilia Racing               | Aprilia     | 23      | +6.139           | 4        | 16     |
| 4       | 33  | Brad Binder           | Red Bull KTM Factory Racing  | KTM         | 23      | +6.379           | 10       | 13     |
| 5       | 43  | Jack Miller           | Ducati Lenovo Team           | Ducati      | 23      | +6.964           | 2        | 11     |
| 6       | 89  | Jorge Martín          | Prima Pramac Racing          | Ducati      | 23      | +12.030          | 8        | 10     |
| 7       | 10  | Luca Marini           | Mooney VR46 Racing Team      | Ducati      | 23      | +12.474          | 14       | 9      |
| 8       | 5   | Johann Zarco          | Prima Pramac Racing          | Ducati      | 23      | +12.655          | 5        | 8      |
| 9       | 42  | Álex Rins             | Equipo Suzuki Ecstar         | Suzuki      | 23      | +12.702          | 9        | 7      |
| 10      | 72  | Marco Bezzecchi       | Mooney VR46 Racing Team      | Ducati      | 23      | +16.150          | 7        | 6      |
| 11      | 88  | Miguel Oliveira       | Red Bull KTM Factory Racing  | KTM         | 23      | +17.071          | 11       | 5      |
| 12      | 73  | Álex Márquez          | LCR Honda Castrol            | Honda       | 23      | +18.463          | 17       | 4      |
| 13      | 12  | Maverick Viñales      | Aprilia Racing               | Aprilia     | 23      | +18.730          | 16       | 3      |
| 14      | 35  | Cal Crutchlow         | WithU Yamaha RNF MotoGP Team | Yamaha      | 23      | +20.090          | 19       | 2      |
| 15      | 44  | Pol Espargaró         | Repsol Honda Team            | Honda       | 23      | +27.588          | 18       | 1      |
| 16      | 87  | Remy Gardner          | Tech 3 KTM Factory Racing    | KTM         | 23      | +28.805          | 22       |        |
| 17      | 21  | Franco Morbidelli     | Monster Energy Yamaha MotoGP | Yamaha      | 23      | +30.422          | 20       |        |
| 18      | 40  | Darryn Binder         | WithU Yamaha RNF MotoGP Team | Yamaha      | 23      | +31.330          | 23       |        |
| 19      | 49  | Fabio Di Giannantonio | Gresini Racing MotoGP        | Ducati      | 23      | +31.595          | 15       |        |
| 20      | 25  | Raúl Fernández        | Tech 3 KTM Factory Racing    | KTM         | 23      | +36.160          | 21       |        |
| Ret     | 93  | Marc Márquez          | Repsol Honda Team            | Honda       | 1       | Daños por choque | 13       |        |
| Ret     | 20  | Fabio Quartararo      | Monster Energy Yamaha MotoGP | Yamaha      | 0       | Choque           | 6        |        |
| Ret     | 30  | Takaaki Nakagami      | LCR Honda Idemitsu           | Honda       | 0       | Choque           | 12       |        |
| DNS     | 36  | Joan Mir              | Equipo Suzuki Ecstar         | Suzuki      |         | No corrió        |          |        |
| Fuente: |     |                       |                              |             |         |                  |          |        |

### Resultados Moto2
| Pos.    | N.º | Piloto                  | Constructor | Vueltas | Tiempo    | Parrilla | Puntos |
| ------- | --- | ----------------------- | ----------- | ------- | --------- | -------- | ------ |
| 1       | 51  | Pedro Acosta            | Kalex       | 21      | 39:35.337 | 6        | 25     |
| 2       | 40  | Arón Canet              | Kalex       | 21      | +2.612    | 5        | 20     |
| 3       | 37  | Augusto Fernández       | Kalex       | 21      | +3.799    | 1        | 16     |
| 4       | 79  | Ai Ogura                | Kalex       | 21      | +7.736    | 8        | 13     |
| 5       | 14  | Tony Arbolino           | Kalex       | 21      | +7.803    | 7        | 11     |
| 6       | 54  | Fermín Aldeguer         | Boscoscuro  | 21      | +8.620    | 11       | 10     |
| 7       | 35  | Somkiat Chantra         | Kalex       | 21      | +14.893   | 9        | 9      |
| 8       | 9   | Jorge Navarro           | Kalex       | 21      | +20.014   | 13       | 8      |
| 9       | 16  | Joe Roberts             | Kalex       | 21      | +26.758   | 15       | 7      |
| 10      | 13  | Celestino Vietti        | Kalex       | 21      | +31.360   | 17       | 6      |
| 11      | 6   | Cameron Beaubier        | Kalex       | 21      | +31.501   | 15       | 5      |
| 12      | 19  | Lorenzo Dalla Porta     | Kalex       | 21      | +31.876   | 20       | 4      |
| 13      | 7   | Barry Baltus            | Kalex       | 21      | +31.952   | 19       | 3      |
| 14      | 61  | Alessandro Zaccone      | Kalex       | 21      | +32.178   | 18       | 2      |
| 15      | 64  | Bo Bendsneyder          | Kalex       | 21      | +32.895   | 16       | 1      |
| 16      | 8   | Senna Agius             | Kalex       | 21      | +33.396   | 21       |        |
| 17      | 12  | Filip Salač             | Kalex       | 21      | +42.998   | 12       |        |
| 18      | 42  | Marcos Ramírez          | MV Agusta   | 21      | +45.314   | 26       |        |
| 19      | 24  | Simone Corsi            | MV Agusta   | 21      | +50.088   | 24       |        |
| 20      | 28  | Niccolò Antonelli       | Kalex       | 21      | +53.382   | 25       |        |
| 21      | 4   | Sean Dylan Kelly        | Kalex       | 21      | +1:02.499 | 30       |        |
| Ret     | 96  | Jake Dixon              | Kalex       | 20      | Caída     | 3        |        |
| Ret     | 81  | Keminth Kubo            | Kalex       | 16      | Choque    | 29       |        |
| Ret     | 29  | Taiga Hada              | Kalex       | 16      | Choque    | 28       |        |
| Ret     | 84  | Zonta van den Goorbergh | Kalex       | 6       | Caída     | 23       |        |
| Ret     | 75  | Albert Arenas           | Kalex       | 1       | Caída     | 2        |        |
| Ret     | 18  | Manuel González         | Kalex       | 1       | Caída     | 14       |        |
| Ret     | 52  | Jeremy Alcoba           | Kalex       | 1       | Caída     | 27       |        |
| Ret     | 21  | Alonso López            | Boscoscuro  | 0       | Caída     | 4        |        |
| Ret     | 23  | Marcel Schrötter        | Kalex       | 0       | Caída     | 22       |        |
| Fuente: |     |                         |             |         |           |          |        |

### Resultados Moto3
| Pos.    | N.º | Piloto               | Constructor | Vueltas | Tiempo    | Parrilla | Puntos |
| ------- | --- | -------------------- | ----------- | ------- | --------- | -------- | ------ |
| 1       | 28  | Izan Guevara         | Gas Gas     | 19      | 37:29.944 | 1        | 25     |
| 2       | 71  | Ayumu Sasaki         | Husqvarna   | 19      | +0.957    | 2        | 20     |
| 3       | 96  | Daniel Holgado       | KTM         | 19      | +6.536    | 3        | 16     |
| 4       | 53  | Deniz Öncü           | KTM         | 19      | +12.906   | 13       | 13     |
| 5       | 31  | Adrián Fernández     | KTM         | 19      | +16.695   | 15       | 11     |
| 6       | 48  | Ivan Ortolá          | KTM         | 19      | +16.721   | 7        | 10     |
| 7       | 44  | David Muñoz          | KTM         | 19      | +16.855   | 16       | 9      |
| 8       | 5   | Jaume Masiá          | KTM         | 19      | +16.961   | 8        | 8      |
| 9       | 99  | Carlos Tatay         | CFMoto      | 19      | +17.048   | 11       | 7      |
| 10      | 17  | John McPhee          | Husqvarna   | 19      | +17.071   | 5        | 6      |
| 11      | 43  | Xavier Artigas       | CFMoto      | 19      | +17.136   | 10       | 5      |
| 12      | 24  | Tatsuki Suzuki       | Honda       | 19      | +17.167   | 4        | 4      |
| 13      | 11  | Sergio García        | Gas Gas     | 19      | +17.217   | 12       | 3      |
| 14      | 7   | Dennis Foggia        | Honda       | 19      | +18.083   | 6        | 2      |
| 15      | 10  | Diogo Moreira        | KTM         | 19      | +23.442   | 17       | 1      |
| 16      | 54  | Riccardo Rossi       | Honda       | 19      | +25.637   | 18       |        |
| 17      | 72  | Taiyo Furusato       | Honda       | 19      | +28.688   | 14       |        |
| 18      | 16  | Andrea Migno         | Honda       | 19      | +31.435   | 19       |        |
| 19      | 82  | Stefano Nepa         | KTM         | 19      | +31.525   | 9        |        |
| 20      | 23  | Elia Bartolini       | KTM         | 19      | +31.592   | 28       |        |
| 21      | 66  | Joel Kelso           | KTM         | 19      | +31.599   | 22       |        |
| 22      | 19  | Scott Ogden          | Honda       | 19      | +31.990   | 23       |        |
| 23      | 27  | Kaito Toba           | KTM         | 19      | +34.415   | 20       |        |
| 24      | 64  | Mario Aji            | Honda       | 19      | +34.747   | 25       |        |
| 25      | 22  | Ana Carrasco         | KTM         | 19      | +1:00.627 | 27       |        |
| 26      | 91  | Alessandro Morosi    | KTM         | 19      | +1:23.545 | 31       |        |
| 27      | 69  | María Herrera        | KTM         | 19      | +1:23.608 | 29       |        |
| Ret     | 6   | Ryusei Yamanaka      | KTM         | 12      | Retirado  | 21       |        |
| Ret     | 20  | Lorenzo Fellon       | Honda       | 1       | Retirado  | 24       |        |
| Ret     | 9   | Nicola Fabio Carraro | KTM         | 1       | Retirado  | 30       |        |
| Ret     | 70  | Joshua Whatley       | Honda       | 0       | Caída     | 26       |        |
| Fuente: |     |                      |             |         |           |          |        |